# Levante (cantante)
Claudia Lagona (Caltagirone, Sicilia, 23 de mayo de 1987), más conocida por su nombre artístico Levante, es una cantautora italiana. Debutó en 2013, lanzando el sencillo "Alfonso", que se hizo popular después de ser emitido por la emisora italiana, Radio DeeJay. El sencillo fue certificado más tarde por la Federación de la Industria de la Música Italiana (FIMI).

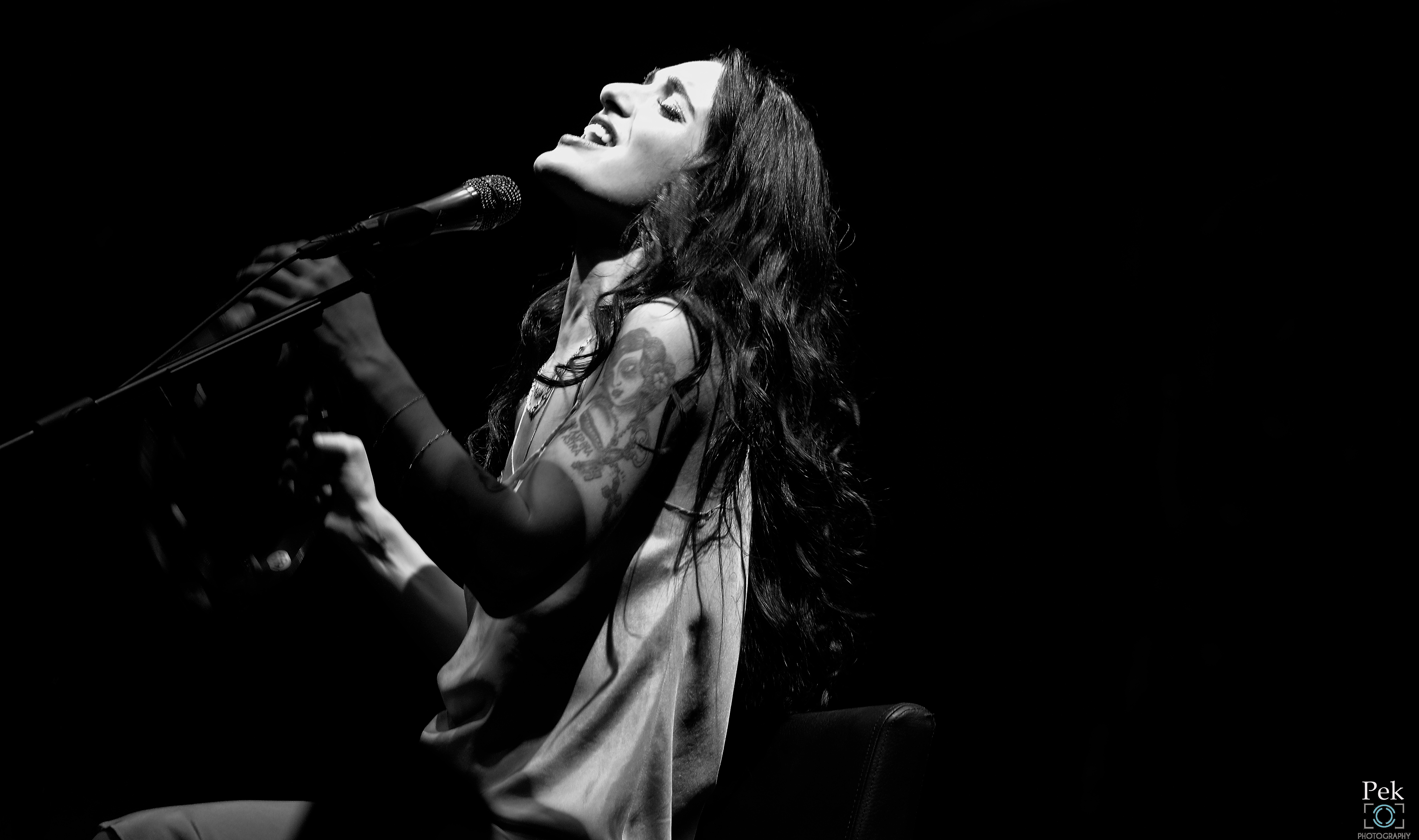
Levante en 2019

## Carrera

### Orígenes
En 2001, cinco años después de la muerte de su padre, se mudó con su madre y sus hermanos a Turín.
Primero firma un contrato con A&A Recordings Publishing y Atollo Records, con las que graba la canción Troppodiva con el nombre de Levante e le Effemeridi, luego deja Turín para ir a Leeds, en el Reino Unido. En 2013, con el sello INRI, grabó el sencillo Alfonso, certificado disco de oro por el FIMI cuatro años después.

### Manuale distruzione
Tras abrir los conciertos del Sotto casa Tour de Max Gazzè, el 11 de marzo de 2014 se publica su primer álbum Manuale distruzione, que debuta en la octava posición del Ranking de Álbumes FIMI. El álbum fue posteriormente premiado como "mejor ópera prima" por la Academia Medimex.
Recibe una nominación al MTV Europe Music Award en Glasgow como Best Italian Act y llega a la final del Premio Tenco por su álbum debut. En su primera gira participa en el Concierto del Primero de Mayo en Roma y alterna sus fechas con los estrenos de los conciertos de Negramaro. En 2014 fue invitada de Musica da Bere donde fue galardonada con la Targa Artista emergente (nuevo artista), que recoge durante el evento homónimo que se realiza en el teatro CTM de Rezzato.

### Abbi cura di te: el segundo álbum
En 2015 participa en el festival South by Southwest (SXSW) en Texas y también toca en Los Ángeles y Nueva York. En el mes de marzo, con motivo de su show acústico en los EE. UU., presenta el adelanto absoluto de Abbi cura di te, el sencillo debut del nuevo disco. Participa nuevamente en el concierto del 1 de mayo de 2015. A los pocos días se lanza el nuevo disco Abbi cura di te para Carosello Records, del cual se extraerán cuatro sencillos lanzados durante el año: Ciao per sempre, Finché morte non ci separi, Abbi cura di te y Le lacrime non macchiano. El disco es nominado al Premio Tenco [4] y la canción Le lacrime non macchiano está nominada en los apartados Album in assoluto dell'anno (mejor álbum) e Canzone singola (canción sobresaliente). Con Ciao per sempre también participa en el Summer Festival 2015 en la categoría Big.

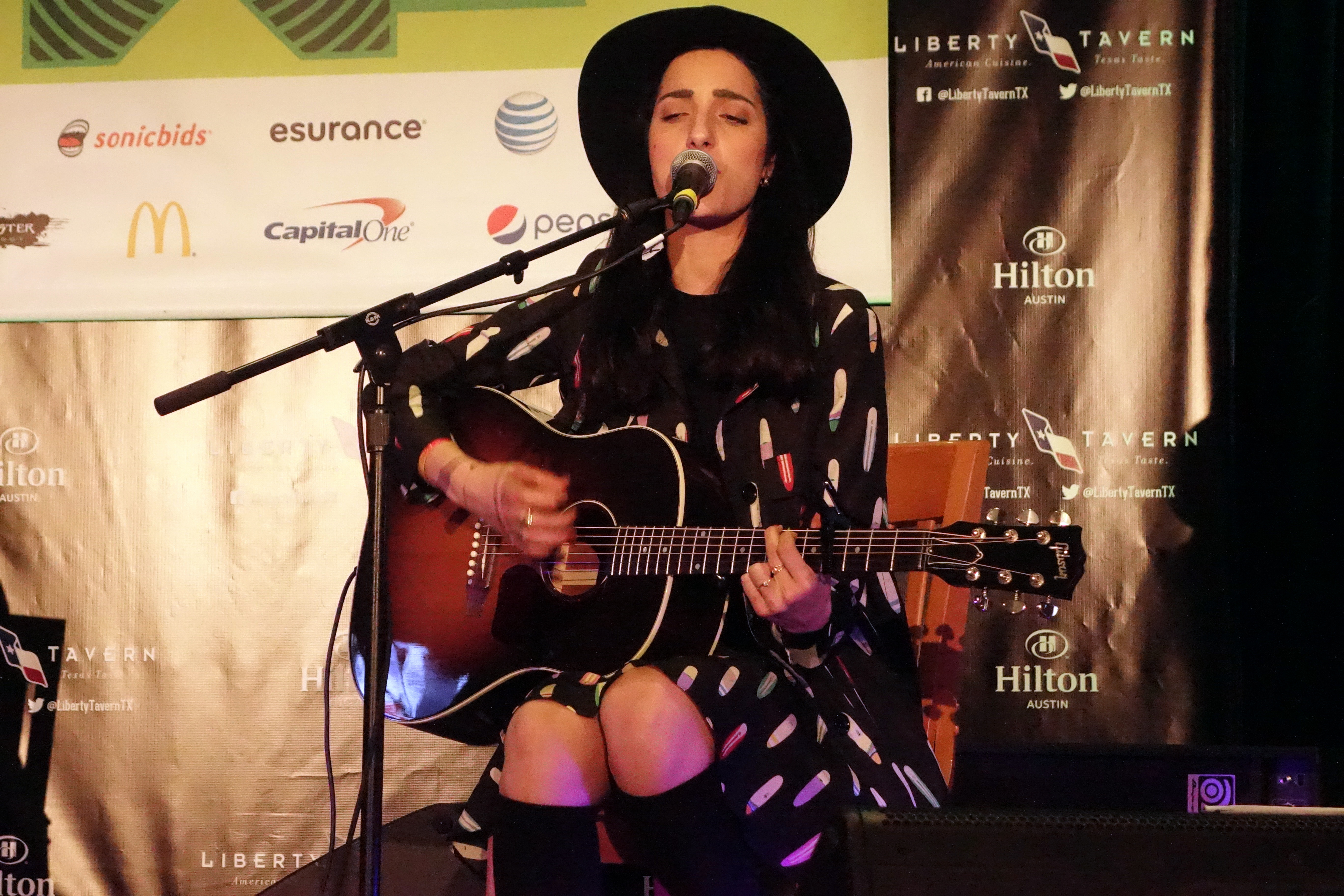
Levante en 2015

El 6 de junio de 2015 arranca la gira Abbi cura di te como parte del Miami Festival di Milano, que la lleva a actuar en vivo en 28 ciudades italianas. Después de una pausa, durante la cual abre los conciertos italianos de la gira de Paolo Nutini, el 24 de octubre de 2015 parte de Roma con la gira de invierno que pasa por los teatros y clubs de las principales ciudades italianas. En otoño publica el disco también en vinilo y Finché morte non ci separi, interpretada con su madre. En noviembre de 2015 recibió el Premio Bertoli. En diciembre actuó en Calabria para el Premio de la Musica contro le mafie. Es una cantautora comprometida. Participa en eventos para Alberta Ferretti, Gucci, Missoni, Pitti Uomo y aparece en las portadas de varias revistas de moda.
Entre marzo y abril organiza conciertos especiales en Milán y Turín, con invitados sorpresa en directo y una escenografía enriquecida para involucrar activamente al público en la fiesta musical. La respuesta de la afición es tal que se agotan las entradas para la sala Alcatraz de Milán teniendo que llevar el espectáculo al escenario principal, dedicado a los grandes eventos. En Turín es necesario organizar tres conciertos consecutivos para acoger a todo el público. El 1 de mayo de 2016, Levante se encuentra entre los artistas llamados a tocar en Tarento frente a más de 200.000 personas, para el evento anual organizado por el Comité de Ciudadanos y Trabajadores Libres y Pensadores para proteger la salud, los derechos civiles fundamentales y el trabajo (Cittadini e Lavoratori Liberi e Pensanti).
El verano de 2016 está dedicado a la grabación de un nuevo álbum y al desarrollo de nuevos proyectos, incluida la colaboración con la marca de moda Trussardi Eyewear y una mini gira acústica para la marca Lancome. El trabajo discográfico se intercala con solo algunas fechas especiales: en Cerdeña, donde el Levante toca por primera vez en el prestigioso festival Abbabula, y en las ciudades de Roma (inauguración de Villa Ada Incontra Il Mondo), Milán (Festival por el 40.º aniversario de Radio Popolare), Senigallia (por el CaterRaduno de Radio Due) y Turín (por los 10 años del Torino Pride). En septiembre el Levante es invitada de Singcity, el primer festival de gran difusión organizado por RDS y Onstage. En octubre, de nuevo en la capital lombarda, sigue la participación en el Festival de las Letras (Festival delle Lettere), dedicado a la cultura de las cartas escritas a moano.
Casi al mismo tiempo, colaboró con J-Ax , Fedez y Stash de los The Kolors en la creación del sencillo  Assenzio, lanzado el 18 de noviembre de 2016 y que aparece en el álbum Comunisti col Rolex de los dos raperos. 

### Nel caos di stanze stupefacenti,X Factory el 2018
El 1 de febrero de 2017 publica el sencillo Non me ne frega niente, que anticipa su tercer álbum de estudio Nel caos di stanze stupefacenti, lanzado el 7 de abril de 2017. La portada del tercer capítulo de la cantautora siciliana se estrena en televisión en vivo en Che tempo che fa, de la Rai 3. Al poco del lanzamiento del disco, Levante gana el premio a Mejor Artista Alternativo en los Premios Coca Cola Onstage. Nel caos di stanze stupefacenti debutó en la segunda posición del Ranking de Álbumes FIMI, mientras que los sencillos Non me ne frega niente y Pezzo di me (junto a Max Gazzè) fueron certificados oro por el FIMI. Las 6 fechas del Nel caos tour también se anuncian por la actuación en el escenario del concierto del Primero de Mayo en Roma. El concierto en el Alcatraz de Milán se publica luego en formato de audio y video como parte de la reedición de Nel caos di stanze stupefacenti, estrenada el 17 de noviembre de 2017.
El 19 de mayo de 2017 se oficializó su participación en la undécima edición del talent show Factor X como juez junto a Fedez, Manuel Agnelli y Mara Maionchi. La colaboración con Sky continúa en 2018: de hecho, Levante se encuentra entre los artistas seleccionados por Sky Arte para la producción original "Sky Arte Sessions" emitida en horario de máxima audiencia y en la que la artista interpreta algunas de las canciones más importantes de su carrera. Levante concluye un año de éxitos con el premio especial Rockol "Artista del Año", entregado durante la ceremonia de entrega de los Premios Rockol. También aparece en el número de diciembre/enero de la prestigiosa revista internacional Monocle, que lo describe como "an italian superstar in the making."
En los primeros meses de 2018 recorre los escenarios de Europa e Italia con las giras Caos in Europa e Caos In Teatro, agotando entradas en 30 eventos. En mayo vuelve a actuar en el concierto del 1 de Taranto y recibe el prestigioso Premio Barroco. El 1 de junio Levante fue la invitada de J-AX y Fedez en el concierto-evento "La Finale" en el estadio de San Siro, actuando con ellos en el éxito Assenzio frente a una multitud de 80.000 personas. En el verano del mismo año colaboró con Diplo y MØ en el sencillo Stay Open. La canción forma parte del proyecto Tuborg Open. En diciembre recibió el premio "Música contra las mafias" (“Musica Contro le Mafie”      ) por el valor y compromiso que contiene su éxito “Non Me Ne Frega Niente" (No me importa).

### Levante escritora:Si no te veo no existesyEsta es la última vez que te olvido
El 19 de enero de 2017 se estrenó la primera novela de la cantante, titulada Si no te veo no existes (Se non ti vedo non esisti) y publicada por Rizzoli [8], que en las tres primeras semanas llega a las cuatro reediciones y entra en el ranking de los libros de ficción más vendidos de Italia. El 13 de noviembre de 2018 es el turno de la segunda novela, Esta es la última vez que te olvido (Questa è l'ultima volta che ti dimentico), que entra en la lista de las diez más vendidas.

### Su compromiso como autora y las colaboraciones con otros artistas
En 2017 escribió una canción para el álbum de Gianni Morandi D'amore d'amore, titulada Mediterraneo, y realizó un dueto con Tiziano Ferro en una nueva versión del sencillo Valore Absolute, incluida en la reedición del disco Il mestiere della vita. También hizo dúo en la pista Io solo io ora del grupo Casino Royale. En 2019 hizo un dueto en la canción Un motivo maledetto con Irene Grandi, uno de los primeros éxitos de la cantante toscana en 1994. El dueto se incluyó en su álbum homenaje Grandissimo.

### Magmamemoria
A principios de 2019, la revista Vogue dedicó un especial a la cantante en su guía Vogue 100, dedicado a las cien personas capaces de influir en las tendencias mundiales de la moda y el arte.
El 5 de marzo del mismo año Levante firmó un contrato discográfico con Warner Music Italy/Parlophone, lanzando su cuarto álbum de estudio Magmamemoria el 4 de octubre; el álbum debutó en el cuarto lugar en la lista de álbumes FIMI. Como anticipo de su lanzamiento estuvieron los sencillos Andrà tutto bene, estrenado el 5 de abril, y Lo stretto necessario, a dúo con Carmen Consoli (y escrito junto a Dimartino y Colapesce), estrenado el 28 de junio y acompañado de un video rodado en Sicilia, lugar de nacimiento de los dos cantautores. El 27 de septiembre se lanza el tercer sencillo  Bravi tutti voi.
El álbum también fu anticipado por una gira de verano de 10 fechas en las históricos recintos y anfiteatros de Italia. El 23 de noviembre de 2019 Levante celebra su primer concierto en el Mediolanum Forum de Assago, durante el cual interpreta todo el álbum Magmamemoria además de una selección de sus grandes éxitos; El invitado especial del acto es Gianni Morandi, con quien Levante canta Vita. En el mismo mes recibió el premio honorífico "Artist Award" en la gala annual de la asociación sin ánimo de lucro Children For Peace (niños por la paz).
En 2020, la cantante participó en el Festival de San Remo con la canción Tikibombom, ocupando el duodécimo lugar al final del evento.[11] El sencillo fue incluido en la reedición de Magmamemoria, titulada Magmamemoria MMXX; esta nueva edición se compone de 2 CDs: el primero contiene 4 temas extra, es decir las versiones reorganizadas de Andrà tutto bene, Bravi tutti voi, Se non vedo ti non esisti y Lo stretto necessario, el segundo las 13 pistas del álbum interpretadas por Vivo en el mencionado concierto en el Mediolanum Forum. Más tarde lanzó una versión acústica de la canción.

### Eventos recientes
El 7 de julio de 2020 se lanza el sencillo inédito Sirene, seguido en septiembre por Vertigine junto con Altarboy. El 21 de mayo de 2021 fue el turno del sencillo Dall'alba al tramonto (Del amanecer al anochecer), junto con un video.
El 8 de junio de 2021 publica su tercera novela titulada Y este corazón no miente (E questo cuore non mente).

### Influencias musicales
Levante aseguró haber crecido con la música de Meg, Cristina Donà, Carmen Consoli, Mina, Janis Joplin, Tori Amos y Alanis Morissette.

## Vida privada
En septiembre de 2015 Levante se casó con Simone Cogo, disc jockey y multiinstrumentista de The Bloody Beetroots, y de Castell'Alfero. En una entrevista de mayo de 2017 para Vanity Fair, dijo que se había separado. Posteriormente inició una relación con el cantautor Diodato, que terminó en 2019. En septiembre de 2021 anunció que estaba embarazada luego de dos años de relación con su nueva pareja. Su primera hija, Alma Futura, nació el 13 de febrero de 2022.

## Discografía

### Álbumes de estudio
- Manuale distruzione (2014)
- Abbi cura di te (2015)
- Nel caos di stanze stupefacenti (2017)
- Magmamemoria (2019)

### Sencillos
- Alfonso  (2013)
- La scatola blu (2013)
- Memo (2013)
- Sbadiglio (2014)
- Duri come me (2014)
- Cuori d’artificio (2014)
- Ciao per sempre (2015)
- Le lacrime non macchiano (2015)
- Finché morte non ci separi (2015)
- Assenzio (2016)
- Non me ne frega niente (2017)
- Pezzo di me (2017)
- Gesù Cristo sono io (2017)
- Andra tutto bene (2018)
- Lo stretto necessario (2018)
- 1996 La stagione del rumore (2018)
- Vertigine (2020, intérprete Altarboy)
- Tikibombom (2020)